# Tutto Conte - Via con me
Tutto Conte - Via con me è una raccolta di Paolo Conte, pubblicata nel 2008. Essa contiene sia grandi successi che pezzi più nuovi, sia in studio che dal vivo; disposti in 2 CD.

## Disco 1
1. Via con Me - 2:30
2. Alle Prese con una Verde Milonga - 6:23
3. Azzurro - 2:47
4. Bartali - 2:21
5. Boogie - 5:53
6. Dancing - 4:01
7. Diavolo Rosso - 6:16
8. Happy Feet (Musica per i Vostri Piedi Madame) - 3:25
9. Lupi Spelacchiati - 2:30
10. Madeleine - 4:36
11. Reveries - 3:51
12. I Giardini Pensili Hanno Fatto il Loro Tempo - 3:32
13. Bamboolah - 3:26
14. Schiava del Politeama - 3:21
15. Molto Lontano - 2:40
16. Sijmadicandhapajiee - 3:44
17. Anni (Live) - 3:23
18. Aguaplano (Live) - 4:09
19. Messico e Nuvole (Live) - 3:53
20. Gli Impermeabili (Live) - 3:49

## Disco 2
1. Gelato al Limon - 4:31
2. Genova Per Noi - 3:18
3. Sotto le Stelle del Jazz - 3:35
4. Colleghi Trascurati - 3:40
5. Eden - 3:11
6. Sudamerica - 3:04
7. Cuanta Pasion - 3:08
8. That's My Opinion - 2:12
9. Chiamami Adesso - 2:57
10. Gong-Oh - 3:18
11. Elegia - 3:39
12. Elisir - 2:24
13. La Vecchia Giacca Nuova - 2:38
14. Quadrille - 2:50
15. Sparring Partner (Live) - 5:27
16. Dal Loggione (Live)- 4:37
17. Sono Qui con Te Sempre più Solo (Live) - 4:05
18. Max (Live) - 5:12